# Cytaea levii
Cytaea levii är en spindelart som beskrevs av Peng X., Li S. 2002. Cytaea levii ingår i släktet Cytaea och familjen hoppspindlar. Inga underarter finns listade i Catalogue of Life.